# Muséjevo hiperštevilo
Muséjevo hiperštevilo pripada skupini števil, ki jih je predvidel ameriški znanstvenik in arheolog Charles Arthur Musé (1919 – 2000), da bi  izpopolnil in povezal naravni številski sistem. Musé je naredil osnovni osnutek vseh tipov hiperštevil in jih razvrstil v deset »nivojev«, ki je vsak imel svojo aritmetiko in geometrijo. Veliko jih je bilo, ki so mu očitali nestrokovnost in nejasno definiranost.
Musé je uporabljal tudi izraz »M-algebra« pri svojih raziskavah pogleda na hiperštevila (to so 16-razsežni konični sedenioni in iz tega izhajajoče podalgebre).

## Pregled tipov števil[6]in njihovi izomorfizmi

### Krožni kvaternioni in oktonioni
Krožni kvaternioni in oktonioni izmed Muséjevih števil so enaki kot kvaternioni in oktonioni, ki se jih dobi s Cayley-Dicksonovo konstrukcijo. Zgrajeni so na samo imaginarni bazi {\displaystyle i_{n}\,}.

### Hiperbolični kvaternioni
Musé je hiperbolične kvaternione gradil na bazi {\displaystyle \{1,\epsilon _{1},\epsilon _{2},i_{3}\}\,}. Hiperbolični kvaternioni po njegovem pogledu na hiperštevila tvorijo komutativno, asociativno in distributivno aritmetiko. Vsebuje netrivialne idempotentne elemente in delitelj niča, ne vsebuje pa nilpotentnih elementov. Razlikujejo se od hiperboličnih kvaternionov, ki niso asociativni (definiral jih je škotski logik, fizik in matematik Alexander Macfarlane (1851 - 1913)).

### Konični kvaternioni
Konični kvaternioni so zgrajeni na osnovi baze {\displaystyle \{1,i,\epsilon ,i_{0}\}\,}. Tvorijo komutativno, asociativno in distributivno aritmetiko.

### Hiperbolični oktonioni
Hiperbolični oktonioni so izomorfni algebri razcepljenih oktonionov. Sestavlja jih ena realna, tri imaginarne ({\displaystyle {\sqrt {-1}}\,}) in štiri antiimaginarne (protiimaginarne) osi ({\displaystyle \epsilon \,}). Baza je enaka {\displaystyle \{1,i_{1},i_{2},i_{3},\epsilon _{4},\epsilon _{5},\epsilon _{6},\epsilon _{7}\}\,}

### Konični oktonioni
Konični oktonioni tvorijo bazo {\displaystyle \{1,i_{1},i_{2},i_{3},i_{0},\epsilon _{1},\epsilon _{2},\epsilon _{3}\}\,} tvorijo asociativni in nekumutativni oktonionski sistem, ki je izomorfen s bikvaternioni.
Opomba: Pojem antiimaginarnosti  je podoben pojmu, ki se uporablja za hiperkompleksna števila ({\displaystyle \epsilon ^{2}=1\,} za {\displaystyle n=\{1,2,3,4,5,6,7\}\,}).

### Nivoji hiperštevil
1. realna števila, ki so urejena in so podrejena vsem pravilom algebre
2. imaginarna števila, ki niso urejena, podrejena pa so vsem pravilom algebre
3. protiimaginarna števila (konični sedenioni)
4. w aritmetika, kjer velja {\displaystyle w^{6}=1\,}
5. p in q aritmetika
6. m aritmetika
7. omega števila
8. operator sigma
9. antištevila